# Test Babeș Papanicolau
Testul Babeș Papanicolaou (abreviat ca test Papanicolau, cunoscut și ca frotiu cervical (BE), screening cervical (BE), sau testul frotiu (BE)) este o metodă de screening cervical utilizată pentru a detecta procese potențial precanceroase și canceroase la nivelul colului uterin (deschiderea uterului sau a uterului) sau colon (atât la bărbați, cât și la femei). Constatările anormale sunt adesea urmate de proceduri de diagnostic mai sensibile și, dacă se justifică, de intervenții care au ca scop prevenirea progresiei către cancer de col uterin. Testul a fost inventat independent în anii 1920 de Georgios Papanikolaou și Aurel Babeș și a fost numit după Papanikolaou. O versiune simplificată a testului a fost introdusă de Anna Marion Hilliard⁠(d) în 1957.
Un test Babeș Papanicolau se efectuează prin deschiderea vaginului cu un speculum și colectarea celulelor la deschiderea exterioară a colului uterin în zona de transformare (unde celulele cervicale scuamoase exterioare se întâlnesc cu celulele endocervicale glandulare interioare), folosind o spatulă Ayre sau o citopersă. Metodă similară este utilizată pentru colectarea celulelor în anus atât la femei, cât și la bărbați. Celulele colectate sunt examinate la microscop pentru a căuta anomalii. Testul urmărește să detecteze modificări potențial precanceroase (numite neoplazie intraepitelială cervicală (CIN) sau displazie cervicală; sistemul de leziuni intraepiteliale scuamoase (SIL) este, de asemenea, utilizat pentru a descrie anomalii) cauzate de papilomavirusul uman (HPV), un virus ADN cu transmitere sexuală. Testul rămâne o metodă eficientă, utilizată pe scară largă pentru depistarea precoce a precancerului și a cancerului de col uterin. Deși testul poate detecta și infecții și anomalii la nivelul endocervixului și endometrului, nu este conceput pentru a face acest lucru. 
În Statele Unite, testul Babeș Papanicolau este recomandat începând cu vârsta de 21 de ani până la vârsta de 65 de ani. Frecvența sugerată variază, fiind între trei până la cinci ani. 
Dacă rezultatele sunt anormale,  în funcție de natura anomaliei, testul poate fi repetat în următoarele șase până la douăsprezece luni. Dacă anomalia necesită o examinare mai atentă, pacientul poate fi îndrumat pentru o inspecție detaliată a colului uterin prin colposcopie, care mărește vederea colului uterin, a vaginului și a suprafețelor vulvulare. Persoana poate fi, de asemenea, îndrumată pentru testarea ADN HPV, care poate servi ca adjuvant la testarea Papanicolau. Biomarkerii suplimentari care pot fi aplicați ca teste auxiliare cu testul Papanicolau evoluează.

## Utilizări medicale
| Rezumatul motivelor testării                                                      | Rezumatul motivelor testării                             | Rezumatul motivelor testării                                   |
| caracteristica pacientului                                                        | indicație                                                | rațiune                                                        |
| --------------------------------------------------------------------------------- | -------------------------------------------------------- | -------------------------------------------------------------- |
| sub 21 de ani, indiferent de antecedentele sexuale                                | nici un test                                             | mai multe daune decât beneficii                                |
| 20-25 de ani până la 50-60 de ani                                                 | testați la fiecare 3-5 ani dacă rezultatele sunt normale | recomandare generală                                           |
| peste 65 de ani; istoricul testelor normale                                       | fara alte teste                                          | recomandarea USPSTF, ACOG, ACS și ASCP ;                       |
| a avut histerectomie totală pentru boală non-canceroasă – colul uterin îndepărtat | fara alte teste                                          | daunele screening-ului după histerectomie depășesc beneficiile |
| a avut histerectomie parțială – colul uterin rămâne                               | continua testarea ca de obicei                           |                                                                |
| a primit vaccin HPV                                                               | continua testarea ca de obicei                           | vaccinul nu acoperă toate tipurile de HPV care cauzează cancer |
| istoric de cancer endometrial, cu antecedente de histerectomie                    | întrerupeți testele de rutină                            | testul nu mai este eficient și probabil să dea fals pozitiv    |

Recomandările variază de la țară la țară. În general, screening-ul începe pe la vârsta de 20 sau 25 de ani și continuă până la aproximativ 50 sau 60 de ani. Screening-ul este de obicei recomandat la fiecare trei până la cinci ani, atâta timp cât rezultatele sunt normale.
Congresul American al Obstetricienilor și Ginecologilor (ACOG) și alte instituții de profil recomandă începerea screening-ului la vârsta de 21 de ani. Multe alte țări recomandă vârsta de 25 de ani sau mai mare pentru a începe screening-ul. De exemplu, unele părți ale Marii Britanii încep screening-ul la vârsta de 25 de ani. Recomandarea generală a ACOG este ca persoanele cu organe de reproducere feminine cu vârste cuprinse între 30 și 65 de ani să aibă o examinare anuală, dar să nu facă teste Papanicolau anuale ci la intervale de trei până la cinci ani.
HPV este transmis prin contact piele la piele; actul sexul nu este obligatoriu pentru transmitere dar este o modalitate obișnuită de răspândire. În medie este nevoie de o perioadă între un an și partu ani pentru ca sistemul imunitar al unei persoane să controleze infecția inițială. Screening-ul în această perioadă poate arăta această reacție imună și de reparare, ca anomalii ușoare, care de obicei nu sunt asociate cu cancerul de col uterin. Aceste reultate ar putea cauza pacientului stres și ar putea duce la teste suplimentare și un posibil tratament. De obicei, cancerul de col uterin necesită timp pentru a se dezvolta, așa că amânarea începerii screening-ului cu câțiva ani prezintă un risc redus de a nu identifica o leziune potențial precanceroasă. De exemplu, screeningul persoanelor sub 25 de ani nu scade ratele de cancer pentru persoanele sub 30 de ani.

Recomandările privind frecvența screening-ului variază – de obicei la fiecare trei până la cinci ani pentru cei care nu au avut anterior rezultate anormale. Unele recomandări mai vechi sugerau screening-ul la fel de frecvent la fiecare unu până la doi ani, cu toate acestea, există puține dovezi care să susțină un astfel de screening frecvent; screening-ul anual are puține beneficii, dar duce la costuri mult mai mari și la multe proceduri și tratamente inutile. Încă dinainte de 1980 s-a observat că majoritatea oamenilor pot fi examinați mai rar. În unele ghiduri, frecvența depinde de vârstă; de exemplu, în Marea Britanie, screening-ul este recomandat la fiecare trei ani pentru femeile sub 50 de ani și la fiecare cinci ani pentru cele peste.
Screening-ul ar trebui să se oprească la aproximativ 65 de ani, cu excepția cazului în care există un istoric de rezultat anormal al testului sau o boală. Probabil că nu există niciun beneficiu în screeningul persoanelor în vârstă de 60 de ani sau peste, ale căror teste anterioare au fost negative. Dacă ultimele trei rezultate Papanicolau ale unei femei au fost normale, ea poate întrerupe testarea la vârsta de 65 de ani, conform USPSTF, ACOG, ACS și ASCP.  NHS din Anglia propune vârsta de 64 de ani. Nu este nevoie să continuați screening-ul după o histerectomie completă pentru o boală benignă.
Testul Babeș Papanicolau este recomandat și pentru cei care au fost vaccinați împotriva HPV, deoarece vaccinurile nu acoperă toate tipurile de HPV care pot provoca cancerul de col uterin. De asemenea, vaccinul nu protejează împotriva expunerii la HPV înainte de vaccinare. 
Cei cu antecedente de cancer endometrial ar trebui să întrerupă testele Babeș Papanicolau de rutină după histerectomie. Este puțin probabil ca testele suplimentare să detecteze reapariția cancerului, dar aduc riscul de a da rezultate fals pozitive, ceea ce ar duce la teste suplimentare inutile.
Testarea Babeș Papanicolau poate fi necesară mai frecvent dacă este făcută după rezultate anormale la testul Papanicolau, după tratamentul fpcut ca urmare a rezultatelor anormale Papanicolau, după biopsie sau după tratamentul cancerului (de col uterin, de colon etc.).

### Eficacitatea
Testul Babeș - Papanicolau, atunci când este combinat cu un program regulat de screening și urmărire adecvată, poate reduce decesele cauzate de cancer de col uterin cu până la 80%.
Eșecul prevenirii cancerului prin testul Papanicolau poate apărea din mai multe motive, inclusiv nerealizarea unui screening regulat, lipsa unei urmăriri adecvate a rezultatelor anormale și erori de prelevare sau interpretare a rezultatelor. În SUA, peste jumătate din toate cancerele invazive apar la femei care nu au fpcut niciodată un test Babeș Papanicolau; un alt procent de 10 până la 20% din cazuri de cancer apare la cei care nu au avut un test Papanicolau în ultimii cinci ani. Aproximativ un sfert din cancerele de col uterin din SUA au fost la persoane care au avut un rezultat anormal la textul Babeș Papanicolau, dar nu au primit o îngrijire adecvată (pacientul nu s-a întors pentru îngrijire sau clinicianul nu a efectuat testele sau tratamentele recomandate). 
Adenocarcinomul colului uterin nu s-a dovedit a fi prevenit prin testele Papanicolau. În Marea Britanie, care are un program de screening Papanicolau, adenocarcinomul reprezintă aproximativ 15% din toate cancerele de col uterin.

### Rezultate
La screening-ul unei populații generale sau cu risc scăzut, majoritatea rezultatelor Testului Babeș Papanicolau sunt normale.
Anual, în Statele Unite, la testele Babeș - Papanicolau aproximativ 2 - 3 milioane de rezultate sunt anormale. Cele mai multe rezultate anormale sunt ușor anormale( ASC-US - de obicei 2-5% din rezultate, sau leziuni intraepiteliale scuamoase de grad scăzut - aproximativ 2% din rezultate), indicând infecția cu HPV.  Deși majoritatea displaziilor de col uterin de grad scăzut regresează spontan fără a duce vreodată la cancer de col uterin, displazia poate servi ca un indiciu că este nevoie de vigilență sporită.
Într-un scenariu tipic, aproximativ 0,5% din rezultatele Papanicolau sunt SIL de grad înalt ( HSIL ) și mai puțin de 0,5% dintre rezultate indică cancer; 0,2 până la 0,8% din rezultate indică celule glandulare atipice cu semnificație nedeterminată (AGC-NOS). 
Pe măsură ce preparatele pe bază de lichid (LBP) devin un mediu comun pentru testare, ratele rezultatelor atipice au crescut. Rata mediană pentru toate preparatele cu leziuni intraepiteliale scuamoase de grad scăzut folosind LBP a fost de 2,9%, comparativ cu o rată mediană din 2003 de 2,1%. Ratele pentru leziunile scuamoase intraepiteliale de grad înalt (mediană, 0,5%) și pentru celulele scuamoase atipice s-au schimbat puțin.
Rezultatele anormale sunt raportate conform sistemului Bethesda.  Ele includ: 
- Anomalii ale celulelor scuamoase (SIL)
  - Celule scuamoase atipice de semnificație nedeterminată (ASC-US)
  - Celule scuamoase atipice– nu poate exclude HSIL (ASC-H)
  - Leziune intraepitelială scuamoasă de grad scăzut (LGSIL sau LSIL)
  - Leziune intraepitelială scuamoasă de grad înalt (HGSIL sau HSIL)
  - Carcinom cu celule scuamoase
- Anomalii ale celulelor epiteliale glandulare
  - Celule glandulare atipice nespecificate altfel (AGC sau AGC-NOS)

De asemenea, pot fi detectate anomalii endocervicale și endometriale, precum și o serie de procese infecțioase, inclusiv candidoza, virusul herpes simplex și trichomoniaza. Cu toate acestea, nu este foarte sensibil la detectarea acestor infecții, așa că absența detectării pe un Papanicolau nu înseamnă absența infecției.

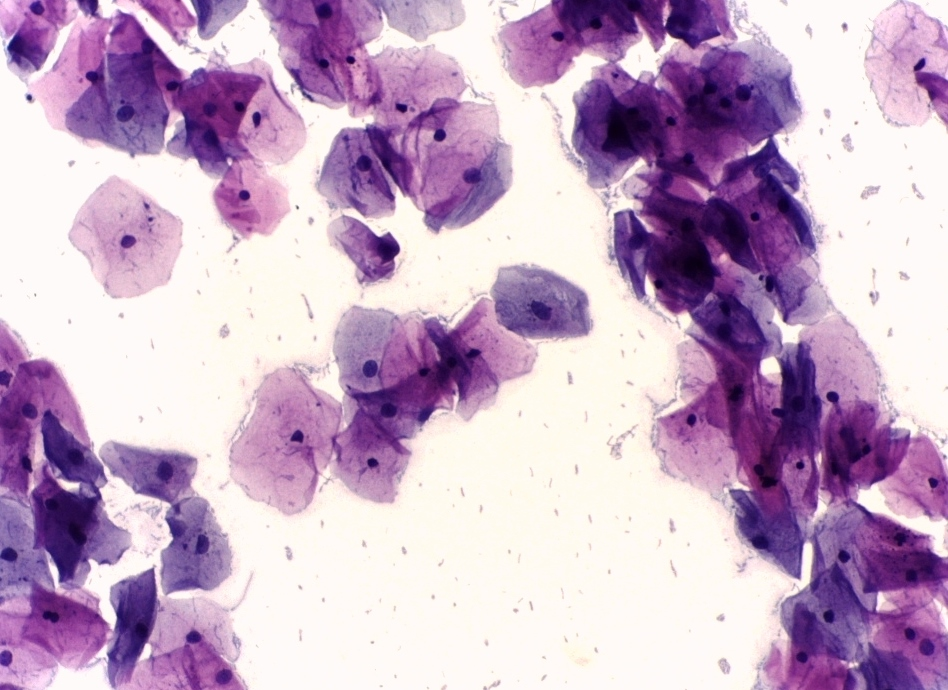
Micrografie⁠(d) a unui rezultat Papanicolau normal
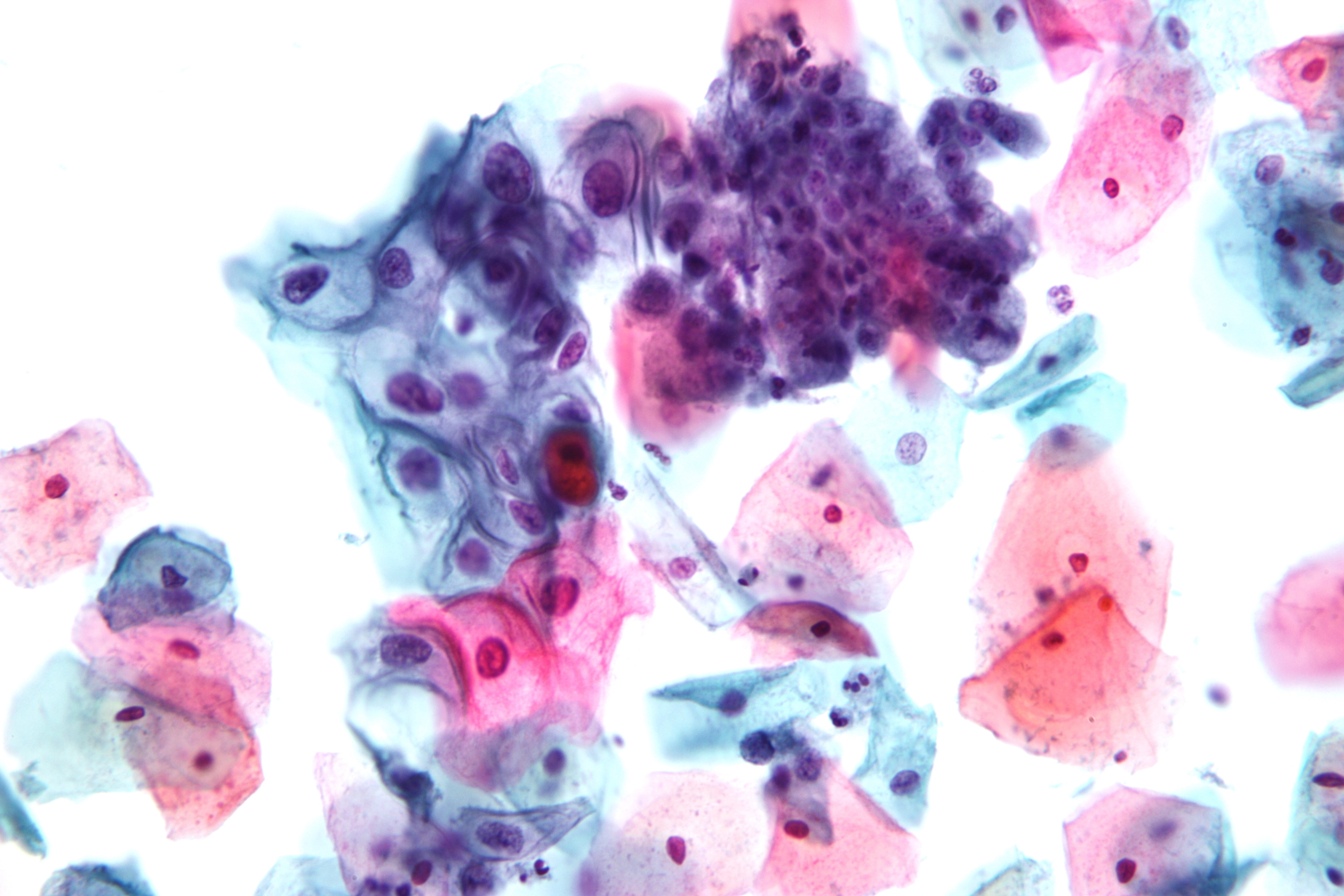
Micrografie⁠(d) a unui test Papanicolau care arată o leziune intraepitelială de grad scăzut (LSIL) și mucoasa endocervicală⁠(d) benignă. Pata Papanicolau⁠(d).
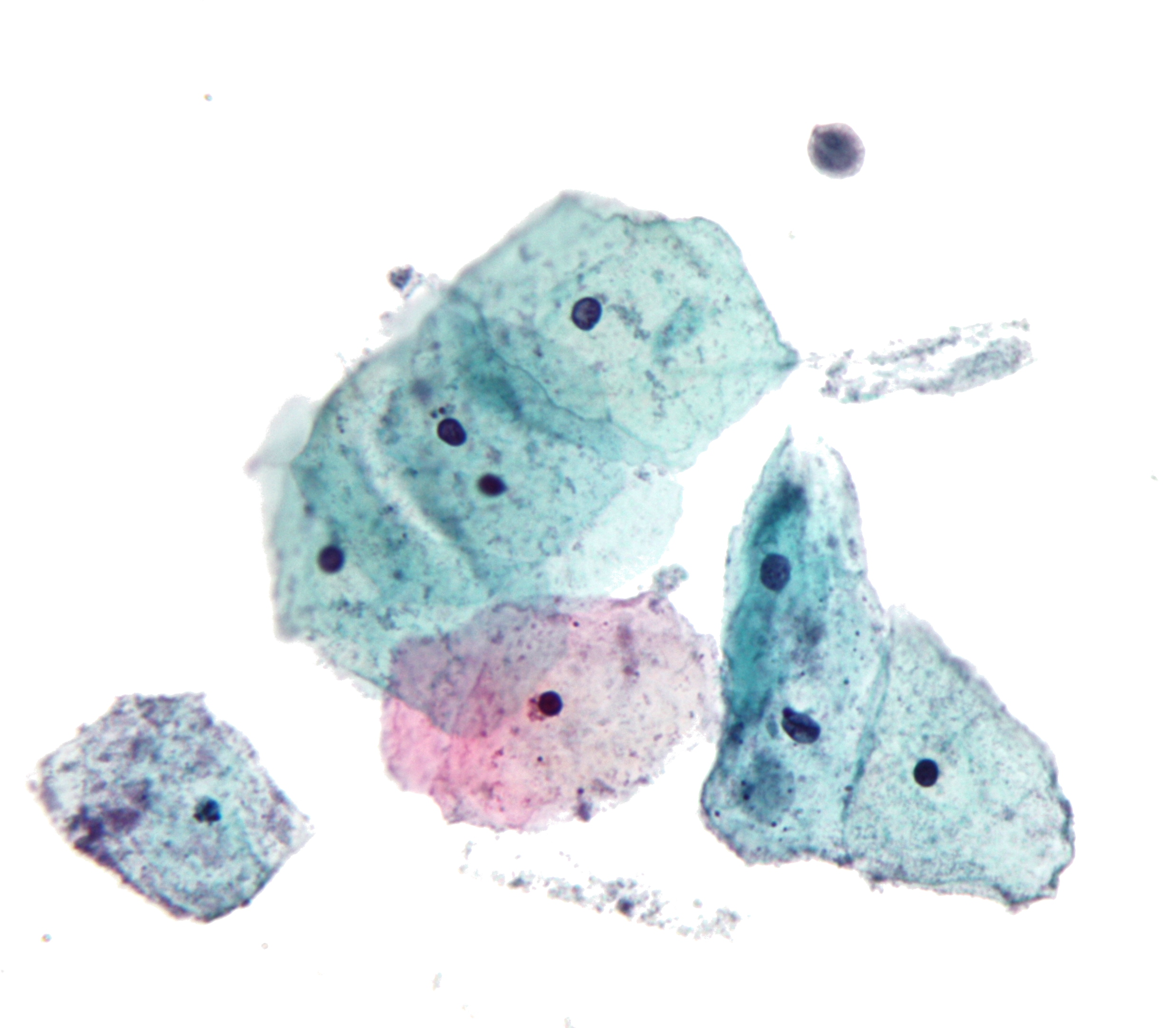
Micrografie⁠(d) a unui test Papanicolau care arată trichomonaza⁠(d)  Organismul Trichomonas văzut în dreapta sus. Pata Papanicolau⁠(d).
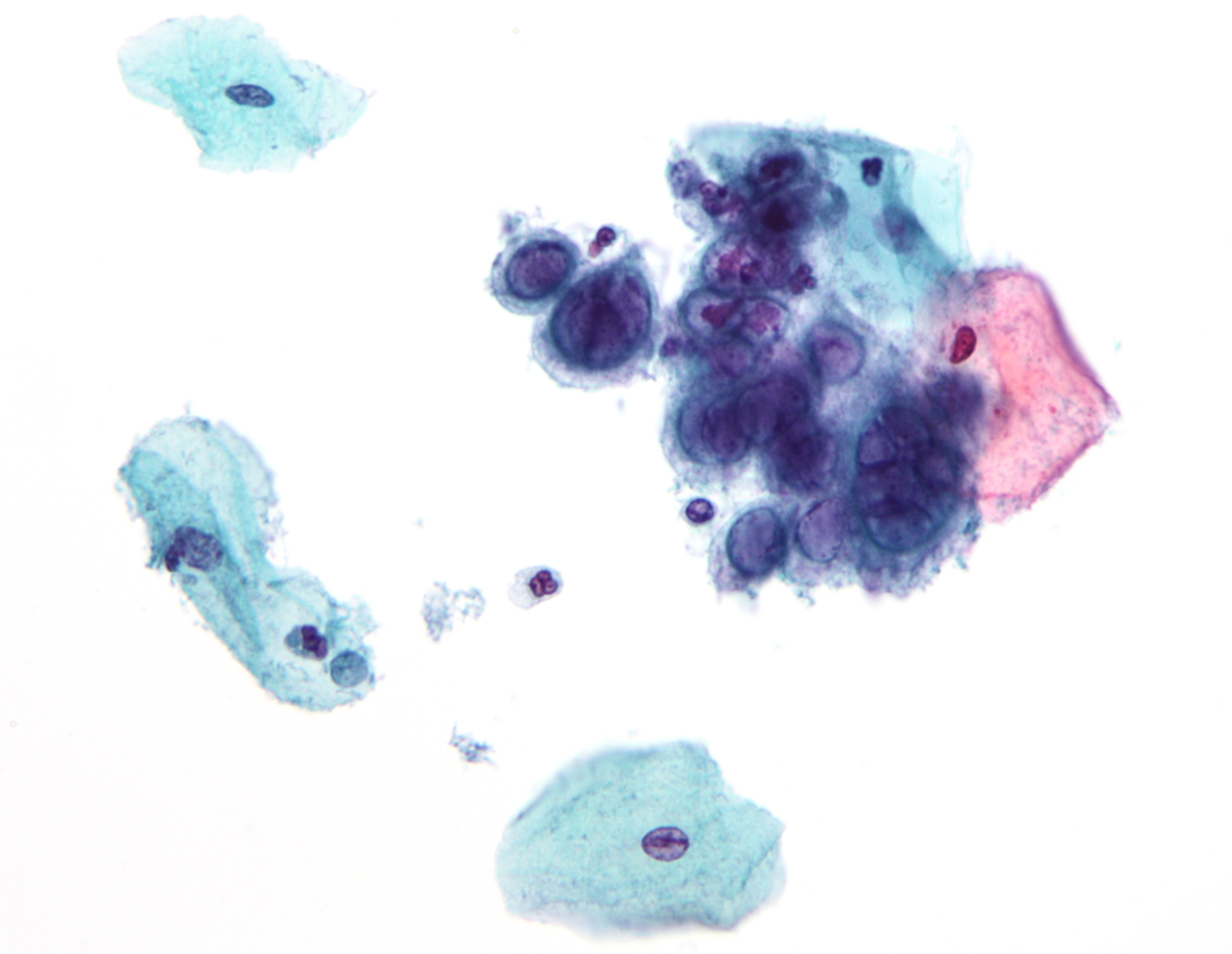
Micrografie⁠(d) a unui test Papanicolau care arată modificări ale virusului herpes simplex. Pata Papanicolau⁠(d).
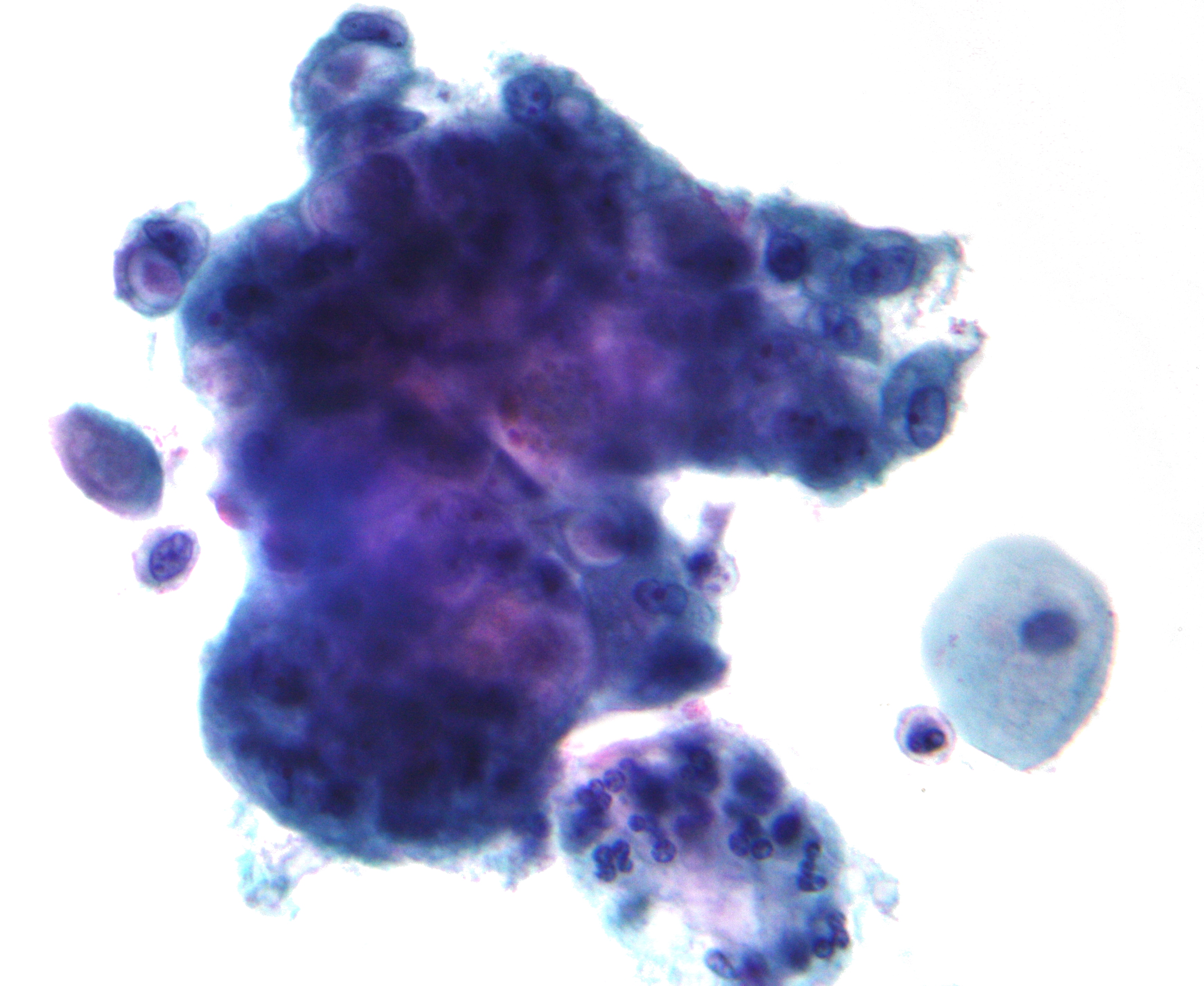
Adenocarcinom⁠(d) endocervical la un test Papanicolau.
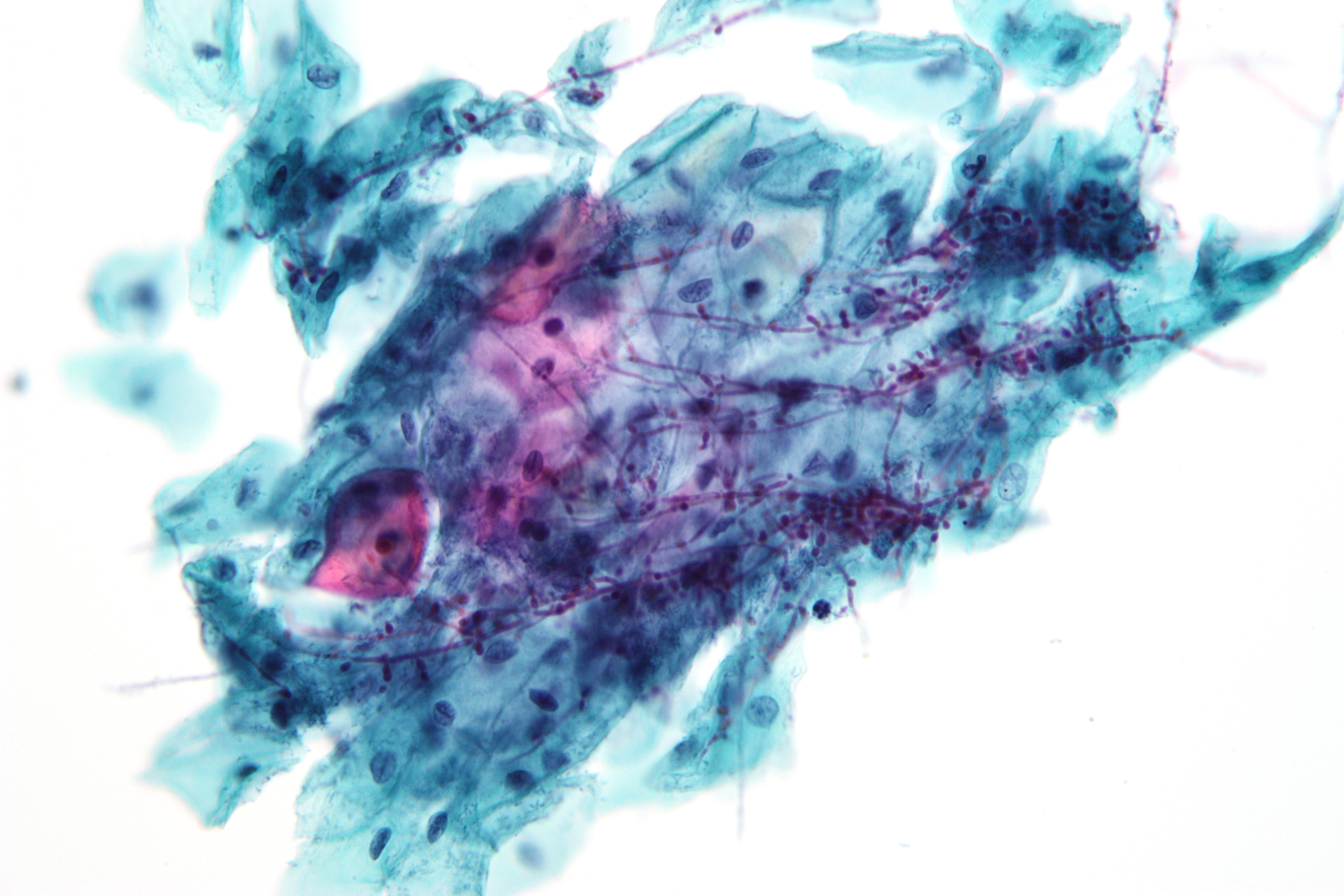
Organisme Candida⁠(d) la un test Papanicolau.
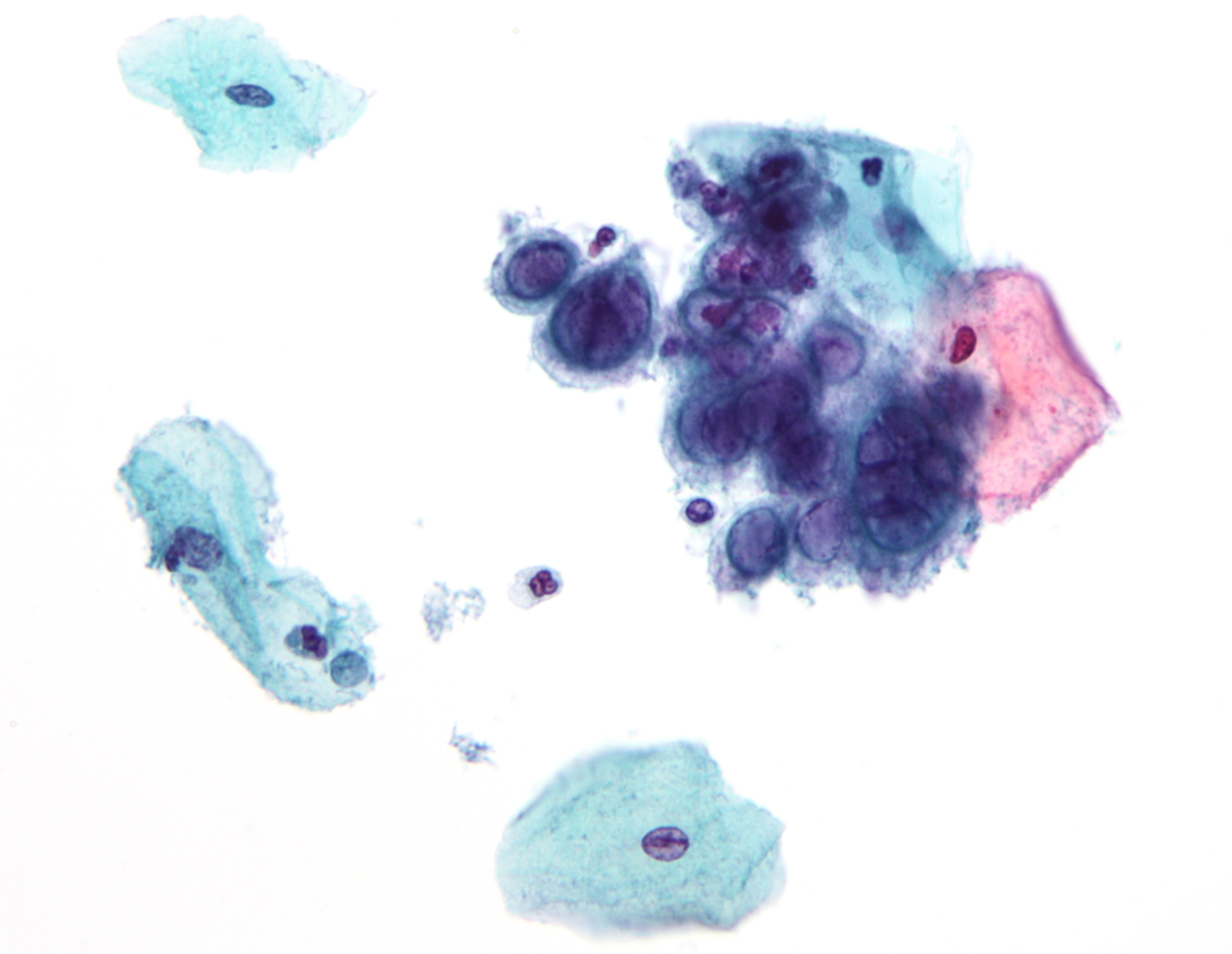
Efectul citopatic viral în concordanță cu virusul herpes simplex la un test Papanicolau.
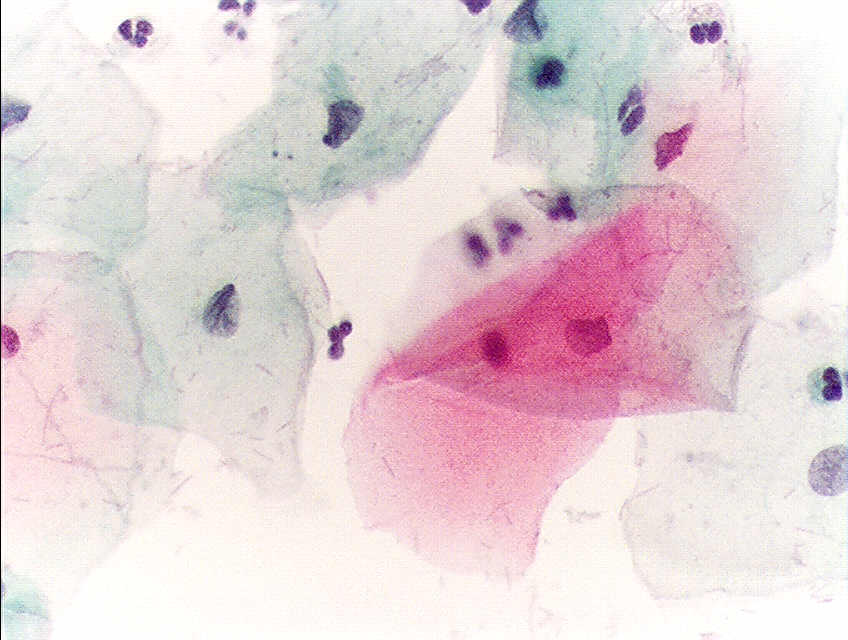
Celule epiteliale scuamoase normale la femeile aflate în premenopauză
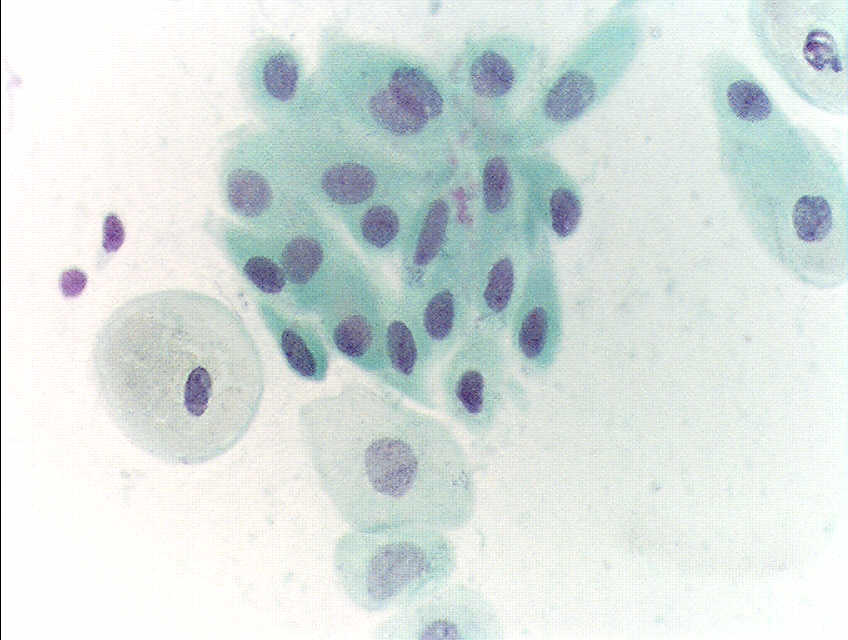
Celulele scuamoase atrofice la femeile aflate în postmenopauză
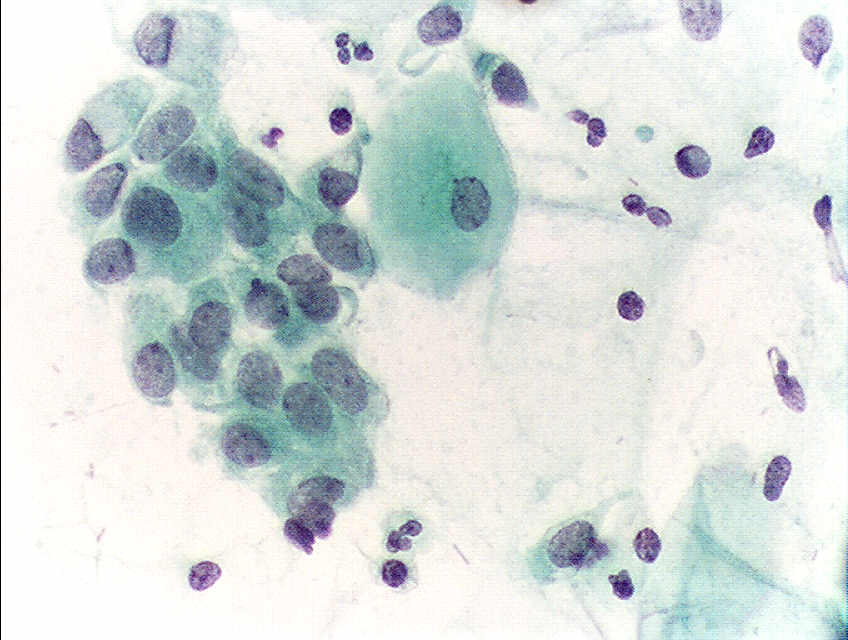
Celulele endocervicale⁠(d) normale ar trebui să fie prezente în lamă, ca dovadă a unei prelevări de bună calitate
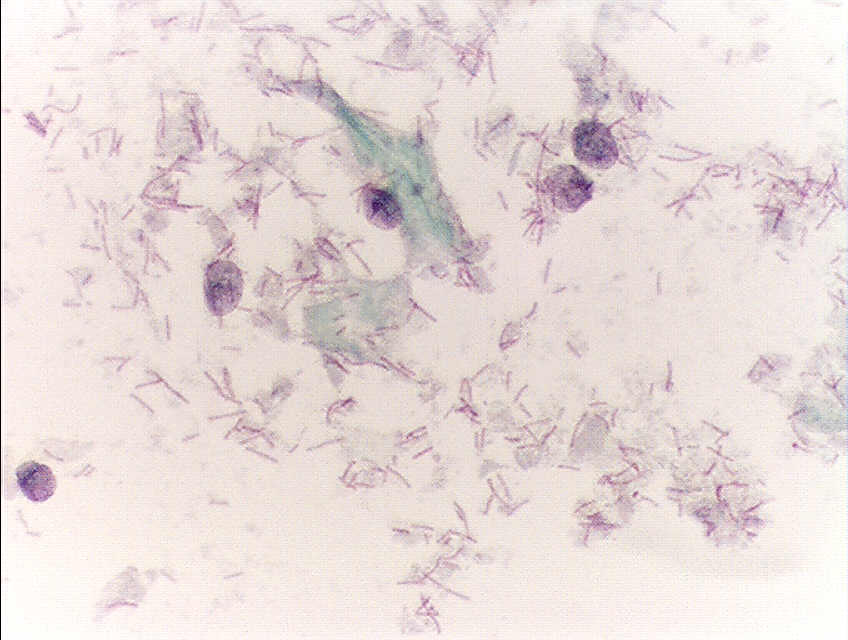
Citoplasmele celulelor epiteliale scuamoase s-au topit; pot fi observați mulți bacili Döderlein .
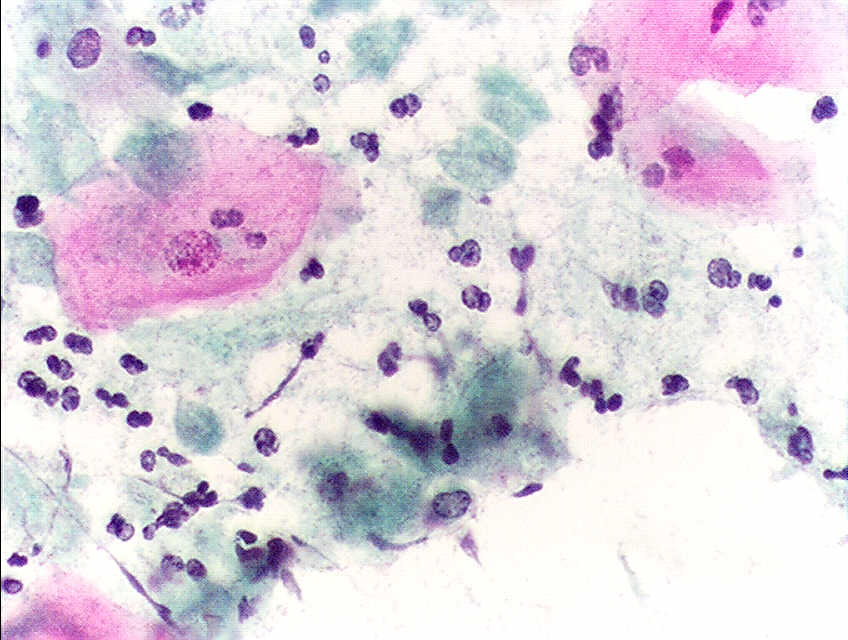
Infestarea cu Trichomonas vaginalis⁠(d)
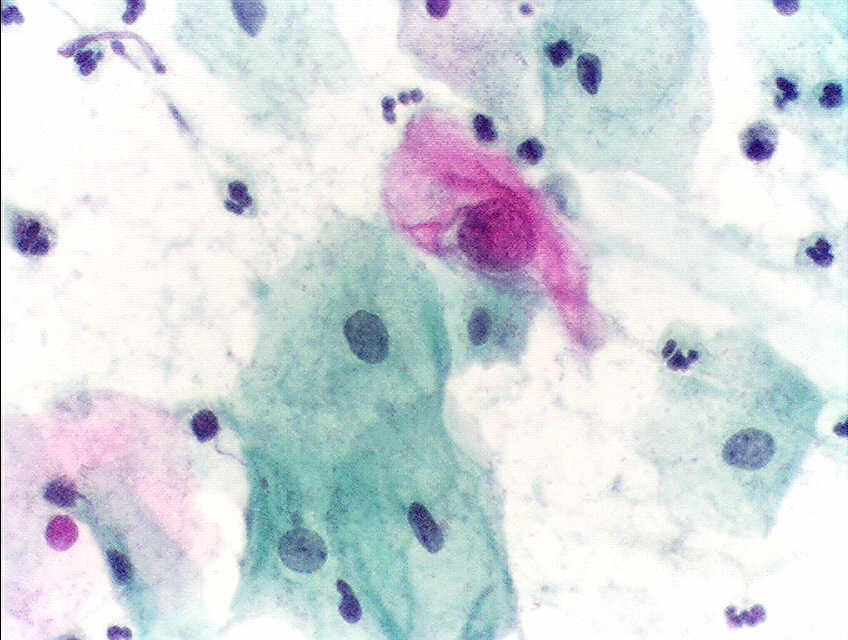
Se vede o celulă evident atipică

### Sarcina
Testele Babeș Papanicolau pot fi efectuate de obicei în timpul sarcinii până la cel puțin 24 de săptămâni de sarcină. Testele Papanicolau în timpul sarcinii nu au fost asociate cu risc crescut de avort spontan. O componentă inflamatorie este frecvent observată în rezultatele la femeile gravide și asta nu pare a fi un risc pentru o naștere prematură.
După naștere, se recomandă ca un test Papanicolau să se facă după cel puțin 12 săptămâni deoarece inflamația colului uterin cauzată de naștere interferează cu interpretarea testului.

## Procedură

Colul uterin în raport cu partea superioară a vaginului și porțiunea posterioară a uterului.

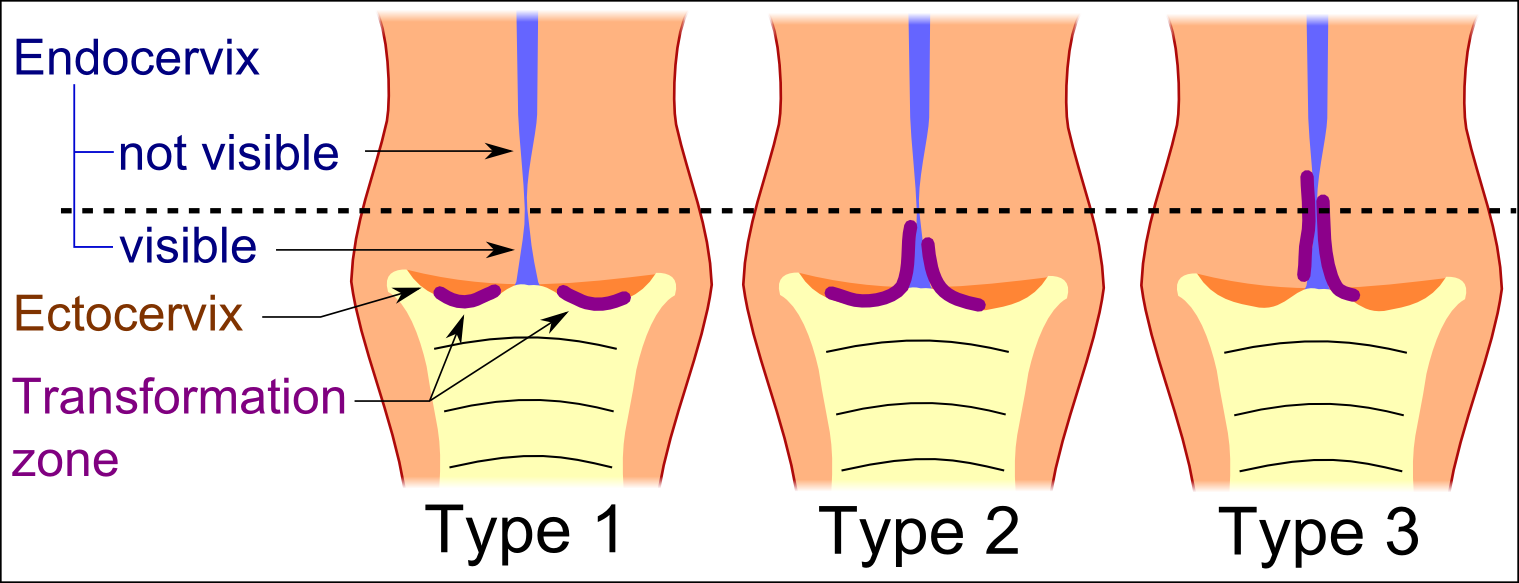
Tipuri de zone de transformare, determinând locația testului Papanicolau:
Tipul 1: complet ectocervical.
Tipul 2: Componentă endocervicală, dar complet vizibilă.
Tip 3: Componentă endocervicală, nu este complet vizibilă.

Pentru cele mai bune rezultate, un test Babeș Papanicolau nu ar trebui să aibă loc atunci când o femeie are menstruație, parțial pentru că celulele suplimentare pot ascunde celulele cervicale și parțial pentru că această parte a ciclului menstrual este atunci când organele feminine sunt cele mai inflamate. Cu toate acestea, testul Papanicolau poate fi efectuat în timpul perioadei menstruale a unei femei, mai ales dacă medicul utilizează un test pe bază de lichid; dacă sângerarea este extrem de abundentă, celulele endometriale pot ascunde celulele cervicale și, prin urmare, nu este recomandabil să se efectueze un test Papanicolau dacă sângerarea este excesivă. 
Obținerea unei probe pentru testul Babeș Papanicolau nu ar trebui să provoace multă durere, dar o poate face dacă femeia are anumite probleme vaginale netratate, cum ar fi stenoza cervicală sau vaginismul. 
Prevalarea testului nu este confortabilă, din două motive: colul uterin este plin de nociceptori (nervi dureroase), și peria folosită pentru colectarea celulelor trebuie să fie suficient de rigidă pentru a le îndepărta de țesutul din jur. În general testul este rapid, iar informațiile obținute pot fi critice. Persoanele cu durere subiacentă sau boli ale țesuturilor care pot reacționa la răzuirea nociceptorilor sau la frigul excesiv în membranele mucoase ar trebui să ia măsurile de precauție adecvate și să discute cu doctorul etapele testării.
Multe femei au după testare ușoare sângerări sau diaree ușoară. Sângerarea este de obicei de la zgârietura de pe colul uterin, iar diareea se poate datora stimulării indirecte a intestinului inferior în timpul examenului. 
O serie de studii au arătat că utilizarea unei cantități mici de gel lubrifiant pe bază de apă nu interferează, ascunde sau distorsionează rezultatul testului Babeș Papanicolau. În plus, citologia nu este afectată și nici unele teste pentru BTS.
Asistentul medical începe prin introducerea unui speculum în vaginul femeii, care deschide vaginul și permite accesul la colul uterin. Asistenta colectează apoi un eșantion de celule din deschiderea exterioară sau orificiul extern al colului uterin, răzuind-o cu o spatulă Aylesbury. O perie endocervicală este rotită în deschiderea centrală a colului uterin. Celulele sunt plasate pe o lamă de sticlă și duse la laborator pentru a fi verificate pentru anomalii.

Proba este colorată folosind tehnica Papanicolaou, în care coloranții și acizii tinctoriali sunt reținuți selectiv de către celule. Celulele necolorate nu pot fi văzute în mod adecvat cu un microscop cu lumină. Papanicolaou a ales pete care evidențiază keratinizarea citoplasmatică, care de fapt nu are aproape nimic de-a face cu caracteristicile nucleare folosite pentru a face diagnostice acum.
În unele cazuri, un sistem informatic poate preanaliza diapozitivele, indicându-le pe cele care nu necesită examinare de către o persoană sau evidențiind zone pentru o atenție specială. Proba este apoi examinată de obicei de către un citotehnolog special instruit și calificat, folosind un microscop cu lumină. Terminologia pentru cine analizează eșantionul variază în funcție de țară; în Marea Britanie, personalul este cunoscut sub numele de cytoscreeners, oameni de știință biomedicali (BMS), practicieni avansați și patologi. Ultimii doi își asumă responsabilitatea pentru raportarea eșantionului anormal, ceea ce poate necesita investigații suplimentare.

### Analiză automată
În ultimul deceniu, au existat încercări de succes de a dezvolta sisteme automate de analiză computerizată a imaginilor pentru screening. Deși, pe baza dovezilor disponibile, screening-ul automat al colului uterin nu a putut fi recomandat pentru implementare într-un program național de screening, automatizarea poate îmbunătăți sensibilitatea probelor și poate reduce numărul de specimenele nesatisfăcătoare. 

### Tipuri de screeninguri
- Papanicolau convențional - Într-un frotiu Papanicolau convențional, probele sunt unse direct pe o lamă de microscop după colectare. Această metodă produce durere  deoarece se folosesc spatule din lemn.
- Citologie pe bază de lichid — Eșantionul de celule (epiteliale) este prelevat din zona de tranziție, joncțiunea scuamocolumnă a colului uterin, între ectocervix și endocol. Citologia pe bază de lichid folosește adesea o perie în formă de săgeată, mai degrabă decât spatula convențională.[51] Celulele prelevate sunt suspendate într-o sticlă de conservant pentru a fi transportate la laborator, unde sunt analizate cu ajutorul colorației Papanicolau.

Testele Babeș Papanicolau caută în mod obișnuit anomalii epiteliale/ metaplazie/ displazie/ modificări limită, toate acestea pot indica CIN. Nucleii se vor colora cu albastru închis, celulele scuamoase se vor colora în verde, iar celulele keratinizate se vor colora în roz/portocaliu. Coilocitele pot fi observate acolo unde există o oarecare discarioză (de epiteliu). Nucleul din coilocite este de obicei neregulat, indicând un posibil motiv de îngrijorare; necesitând teste și teste de confirmare suplimentare. 
În plus, testul papilomavirusului uman (HPV) poate fi efectuat fie conform indicațiilor pentru rezultate Papanicolau anormale, fie, în unele cazuri, se efectuează o dublă testare, în care atât un test Papanicolau, cât și un test HPV sunt efectuate în același timp.

## Istoric
Testul a fost inventat și numit după medicul grec Georgios Papanikolaou, care și-a început cercetările în 1923. Aurel Babeș din României a făcut independent descoperiri similare în 1927. Metoda lui Babeș a fost însă radical diferită de cea a lui Papanicolaou.
Numele lui Papanicolaou a fost înaintat în mod repetat Comitetului Nobel și respins de fiecare dată. Comitetul Nobel a delegat investigarea aprofundată a meritelor lui Papanicolaou profesorului Santesson, care era la acea vreme șeful departamentului de patologie la Institutul de Cancer din Stockholm. Santesson a descoperit contribuțiile lui Babeș care nu fuseseră niciodată citate de Papanicolaou și a raportat în mod corespunzător acest fapt Comitetului, care apoi a respins acordarea premiului Nobel lui Papanicolaou.

## Bacteriile cocoide
Descoperirea bacteriilor cocoide la un test Papanicolau nu are nicio consecință cu rezultatele testelor altfel normale și fără simptome infecțioase. Cu toate acestea, dacă există suficientă inflamație pentru a ascunde detectarea proceselor precanceroase și canceroase, poate indica tratamentul cu un antibiotic cu spectru larg pentru streptococi și bacterii anaerobe (cum ar fi metronidazolul și amoxicilină ) înainte de a repeta frotiul. Alternativ, testul va fi repetat mai devreme decât ar fi altfel.  Dacă există simptome de secreție vaginală, miros neplăcut sau iritație, prezența bacteriilor cocoide poate indica, de asemenea, un tratament cu antibiotice conform celor de mai sus.